# Gradul unui polinom
În matematică, gradul unui polinom este cel mai mare dintre gradele monoamelor polinomului (adică al termenilor individuali) cu coeficienți diferiți de zero. Gradul unui termen este suma exponenților variabilelor care apar în el, prin urmare este un întreg nenegativ. Pentru un polinom într-o singură variabilă gradul polinomului este chiar cel mai mare exponent care apare în polinom.
De exemplu, polinomul {\displaystyle 7x^{2}y^{3}+4x-9,} care poate fi scris și ca {\displaystyle 7x^{2}y^{3}+4x^{1}y^{0}-9x^{0}y^{0},} are trei termeni. Gradul primului termen este 5 (suma puterilor 2 și 3), gradul celui de al doilea termen este 1, iar al ultimului este 0. Ca urmare, gradul polinomului este 5, cel mai mare grad al termenilor săi.
Pentru a determina gradul unui polinom care nu este în formă standard, cum ar fi {\displaystyle (x+1)^{2}-(x-1)^{2}}, el se poate pune în forma standard dezvoltând parantezele și grupând termenii de același grad. De exemplu {\displaystyle (x+1)^{2}-(x-1)^{2}=4x} este de gradul 1, chiar dacă în fiecare paranteză sunt termeni de gradul 2. Însă acest lucru nu este necesar atunci când polinomul este scris ca produs de polinoame în formă standard, deoarece gradul unui produs este suma gradelor factorilor.

## Comportamentul în operațiile cu polinoame
Gradul sumei, al produsului sau al compunerii a două polinoame este strâns legat de gradul polinoamelor care formează operanzii.

### Adunare
Gradul sumei (sau diferenței) a două polinoame este mai mic sau egal cu cel mai mare dintre gradele lor:
{\displaystyle \deg(P+Q)\leq \max\{\deg(P),\deg(Q)\}}     și     {\displaystyle \deg(P-Q)\leq \max\{\deg(P),\deg(Q)\}}.
De exemplu, gradul lui {\displaystyle (x^{3}+x)-(x^{3}+x^{2})=-x^{2}+x}  este 2, iar 2 ≤ max{3, 3}.
Egalitatea este întotdeauna valabilă atunci când gradele polinoamelor sunt diferite. De exemplu, gradul lui {\displaystyle (x^{3}+x)+(x^{2}+1)=x^{3}+x^{2}+x+1} este 3 deoarece 3 = max{3, 2}.

### Înmulțire
Gradul produsului unui polinom cu un scalar diferit de zero este egal cu gradul polinomului:
{\displaystyle \deg(cP)=\deg(P)}.
De exemplu, gradul lui {\displaystyle 2(x^{2}+3x-2)=2x^{2}+6x-4} este 2, care este egal cu gradul lui {\displaystyle x^{2}+3x-2}.
Astfel, mulțimea de polinoame (cu coeficienți într-un corp dat, F) ale căror grade sunt mai mici sau egale cu un număr dat, n, formează un spațiu vectorial.
Mai general, gradul produsului a două polinoame peste un corp sau un domeniu de integritate este suma gradelor lor:
{\displaystyle \deg(PQ)=\deg(P)+\deg(Q)}.
De exemplu, gradul lui {\displaystyle (x^{3}+x)(x^{2}+1)=x^{5}+2x^{3}+x} este 5 = 3 + 2.
Pentru polinoame peste un inel arbitrar, regulile de mai sus pot să nu fie valide, din cauza anulării care poate apărea la înmulțirea a două constante diferite de zero. De exemplu, în inelul {\displaystyle \mathbf {Z} /4\mathbf {Z} } al întregilor modulo 4, un polinom poate avea gradul {\displaystyle \deg(2x)=\deg(1+2x)=1}, dar pentru {\displaystyle \deg(2x(1+2x))=\deg(2x)=1}, care nu este egal cu suma gradelor factorilor.

### Compunere
Gradul compunerii a două polinoame care nu sunt formate doar din constante, {\displaystyle P} și {\displaystyle Q}, peste un corp sau domeniu de integritate este produsul gradelor lor:
{\displaystyle \deg(P\circ Q)=\deg(P)\deg(Q)}.
De exemplu, dacă {\displaystyle P=(x^{3}+x)} și {\displaystyle Q=(x^{2}+1)}, atunci {\displaystyle P\circ Q=P\circ (x^{2}+1)=(x^{2}+1)^{3}+(x^{2}+1)=x^{6}+3x^{4}+4x^{2}+2}, care are gradul 6.
Pentru polinoame peste un inel arbitrar acest lucru nu este întotdeauna adevărat. De exemplu, {\displaystyle \mathbf {Z} /4\mathbf {Z} }, {\displaystyle \deg(2x)\deg(1+2x)=1\cdot 1=1}, dar {\displaystyle \deg(2x\circ (1+2x))=\deg(2+4x)=\deg(2)=0}.

## Gradul polinomului zero
Gradul polinomului zero (polinom ai cărui coeficienți sunt toți 0) este fie lăsat nedefinit, fie este definit ca fiind negativ (de obicei −1 sau {\displaystyle -\infty }, fapt util mai puțin matematicienilor și mai mult programatorilor din IT pentru reprezentarea cazului respectiv).
Ca orice valoare constantă, valoarea 0 poate fi considerată ca un polinom (constant). Nu are termeni diferiți de zero, așadar, strict vorbind, nu are nici grad. Ca atare, gradul său este de obicei nedefinit. Propozițiile pentru gradul sumelor și produselor de polinoamelor din secțiunea de mai sus nu se aplică dacă oricare dintre polinoamele implicate este polinomul zero.

## Gradul calculat din valorile unei funcții
Există o serie de formule care calculează gradul unei funcții polinomiale f. Una bazată pe analiza asimptotică⁠(d) este
{\displaystyle \deg f=\lim _{x\rightarrow \infty }{\frac {\log |f(x)|}{\log x}}};
care este omoloaga exactă a metodei de estimare a pantei într-un Grafic logaritmic.
Această formulă generalizează conceptul de grad la unele funcții care nu sunt polinoame. De exemplu:
- Gradul funcției inverse {\displaystyle \ 1/x} este −1.
- Gradul rădăcinii pătrate {\displaystyle {\sqrt {x}}} este 1/2.
- Gradul funcției logaritm {\displaystyle \ \log x} este 0.
- Gradul funcției exponențiale {\displaystyle \exp x} este {\displaystyle \infty .}

Formula oferă rezultate bune pentru multe combinații de astfel de funcții, de exemplu, gradul lui {\displaystyle {\frac {1+{\sqrt {x}}}{x}}} este {\displaystyle -1/2}.
O altă formulă pentru a calcula gradul lui f din valorile sale este
{\displaystyle \deg f=\lim _{x\to \infty }{\frac {xf'(x)}{f(x)}}};
această a doua formulă rezultă din aplicarea regulii lui L'Hôpital primei formule. Intuitiv, este vorba mai mult despre obținerea gradului d ca factor suplimentar constant în derivata {\displaystyle dx^{d-1}} a lui {\displaystyle x^{d}}.
O descriere mai fină decât un grad numeric simplu a comportării asimptotice a unei funcții poate fi obținută folosind notația Big O. De exemplu, în analiza algoritmilor este adesea relevant să se facă distincția între ratele de creștere ale lui {\displaystyle x} și {\displaystyle x\log x}, care ar avea ambele același grad conform formulelor de mai sus.

## Extindere la polinoame cu două sau mai multe variabile
Pentru polinoamele de două sau mai multe variabile gradul unui termen este suma exponenților variabilelor din termeni; gradul (numit uneori gradul total) al polinomului este, din nou, maximul gradelor tuturor termenilor din polinom. De exemplu, polinomul x2y2 + 3x3 + 4y este de gradul 4, de același grad cu termenul x2y2.
Totuși, un polinom în variabilele x și y este un polinom în x cu coeficienți care sunt polinoame în y și, de asemenea, un polinom în y cu coeficienți care sunt polinoame în x. Polinomul
{\displaystyle x^{2}y^{2}+3x^{3}+4y=(3)x^{3}+(y^{2})x^{2}+(4y)=(x^{2})y^{2}+(4)y+(3x^{3})}
este de gradul 3 în x și de gradul 2 în y.

## Gradul funcțiilor în algebra abstractă
Fiind dat un inel R, inelul polinoamelor⁠(d) R[x] este mulțimea tuturor polinoamelor din x care au coeficienți în R. În cazul special în care R este, de asemenea, un corp, inelul polinoamelor R[x] este un domeniu cu ideale principale⁠(d) și, mai important pentru discuția de aici, un inel euclidian⁠(d).
Se poate demonstra că gradul unui polinom peste un corp satisface toate cerințele unei norme în domeniul euclidian. Adică, fiind date două polinoame f(x) și g(x), gradul produsului f(x)g(x) trebuie să fie mai mare atât decât gradul lui f cât și al lui g. De fapt, ceva mai puternic este:
{\displaystyle \deg(f(x)g(x))=\deg(f(x))+\deg(g(x))}
Pentru un exemplu de ce gradul unei funcții poate fi fals peste un inel care nu este un corp, fie următorul exemplu. Fie R = {\displaystyle \mathbb {Z} /4\mathbb {Z} } inelul numerelor întregi modulo 4. Acest inel nu este un corp (nu este nici măcar un domeniu de integritate) deoarece 2 × 2 = 4 ≡ 0 (mod 4). Prin urmare, fie f(x) = g(x) = 2x + 1. Atunci, f(x)g(x) = 4x2 + 4x + 1 = 1. Deci deg(f⋅g) = 0 care nu este mai mare ca gradele lui f și g (care fiecare este de gradul 1).
Deoarece funcția normă nu este definită pentru elementul zero al inelului, se consideră că gradul polinomului "f"("x") = 0 este, de asemenea, nedefinit, astfel încât să respecte regulile unei norme într-un domeniu euclidian.